# Ružica
Ružica (lat. Tuberaria), biljni rod iz porodice bušinovki raširen po Europi, sjevernoj Africi i Bliskom istoku (istočno sredozemlje).
Priznato je 11 ili 12 vrsta, uglavnom jednogodišnjeg raslinja, rjeđe trajnica, od toga dvije vrste u Hrvatskoj, rana i žuta ružica ili istočkana sunčanica.

## Vrste
1. Tuberaria acuminata (Viv.) Grosser
2. Tuberaria brevipes (Boiss. & Reut.) Willk.
3. Tuberaria commutata Gallego
4. Tuberaria echioides (Lam.) Willk.
5. Tuberaria globulariifolia (Lam.) Willk.
6. Tuberaria guttata (L.) Fourr., žuta ružica
7. Tuberaria inconspicua (Pers.) Willk.
8. Tuberaria lignosa (Sweet) Samp.
9. Tuberaria lipopetala (Murb.) Greuter & Burdet
10. Tuberaria macrosepala (Coss.) Willk.
11. Tuberaria praecox (Salzm. ex Boiss. & Reut.) Grosser,  rana ružica
12. Tuberaria ×colombina C.Vicioso